# King Shit and the Golden Boys
| Recensione | Giudizio |
| ---------- | -------- |
| All Music  |          |

King Shit and the Golden Boys è un album musicale del gruppo statunitense Guided by Voices, contenente outtake registrati negli anni precedenti; venne pubblicato nel 1995 dalla Scat Record e distribuito all'interno del cofanetto Box che raccoglieva anche i primi cinque album del gruppo.
La prima parte dell'album presenta brani risalenti ai primi anni della formazione, provenienti da due album registrati ma mai pubblicati, Learning to Hunt del 1988 e Back to Saturn X del 1991, due dal primo e cinque dal secondo, oltre a dodici risalenti al 1993, scartati dalla pubblicazione dell'album Bee Thousand del 1994. L'album venne poi pubblicato singolarmente nel 2015 sempre dalla Scat Records.

## Tracce
Lato A
1. We've Got Airplanes – 3:01
2. Dust Devil – 2:50
3. Squirmish Frontal Room – 1:54
4. Tricyclic Looper – 1:59
5. Crutch Came Slinking – 2:11
6. Fantasy Creeps – 3:18
7. Sopor Joe – 3:23

Lato B
1. Crunch Pillow – 2:49
2. Indian Was An Angel – 2:10
3. Don't Stop Now [Original Version] – 1:47
4. Bite – 1:07
5. Greenface – 1:53
6. Deathtrot And Warlock Riding A Rooster – 1:14
7. 2nd Moves To Twin – 2:21
8. At Odds With Dr. Genesis – 1:32
9. Please Freeze Me – 1:18
10. Scissors – 1:50
11. Postal Blowfish – 2:12
12. Crocker's Favorite Song – 2:13